# Injong (Goryeo)
Injong, né le 29 octobre 1109 et mort le 10 avril 1146, est le dix-septième roi de la Corée de la dynastie Goryeo. Il a régné du 15 mai 1122 à sa mort.